# Rose-Marie Perreault
Rose-Marie Perreault est une actrice québécoise née en 1995 à Trois-Rivières.

## Biographie
Née en 1995 à Trois-Rivières, de parents psychologues, elle quitte la maison familiale à l'âge de seize ans pour s'établir à Montréal pour combler son désir de faire du cinéma.
Au Collège Dawson, elle étudie en profil cinéma. Elle fait ses débuts dans le drame Les Démons. En 2017, elle se fait connaitre avec sa performance dans le film Les Faux Tatouages. Pour ce film, elle reçoit en 2018 une nomination pour le prix Iris de la révélation de l'année au 20e gala Québec Cinéma et en 2019 une nomination pour le prix Écrans canadiens de la meilleure actrice lors de la 7e cérémonie des prix Écrans canadiens (en).
Elle joue, entre autres, dans les films La Bolduc, Quand l'amour se creuse un trou, La Chute de l'empire américain, Genèse. En 2021, elle joue le rôle de Catherine Maheu dans la mini-série Germinal, adaptation du roman éponyme de Zola.

## Filmographie

### Cinéma
- 2015 : Les Démons de Philippe Lesage : Stéphanie
- 2017 : Les Faux Tatouages de Pascal Plante : Mag
- 2018 : Quand l'amour se creuse un trou d'Ara Ball : Sophie
- 2018 : La Bolduc de François Bouvier : Denise Bolduc
- 2018 : La Chute de l'empire américain de Denys Arcand : Natasha
- 2018 : Genèse de Philippe Lesage : Ariane
- 2019 : Avant qu'on explose de Rémi St-Michel : Cynthia Desmeules
- 2019 : Nous sommes Gold d'Éric Morin : Sandy
- 2019 : Une manière de vivre de Micheline Lanctôt : Gabrielle
- 2020 : La Marina d'Étienne Galloy (en) et Christophe Levac : Juliette Sillon
- 2020 : Flashwood de Jean-Carl Boucher : Stéphanie
- 2021 : Une révision de Catherine Therrien : Maude
- 2023 : Crépuscule pour un tueur[9] de Raymond St-Jean : Francine Lavoie
- 2023 : La Cordonnière[9] de François Bouvier : Victoire Du Sault

### Télévision

#### Séries télévisées
- 2016 : 30 vies : Maya Desmarais
- 2016 : Mes petits malheurs : Myriam Dubé
- 2017-2019 : Ruptures : Jessica De Vries
- 2018-2021 : Clash : Arielle Nelson
- 2018 : Les Simone : Olivia
- 2019 : Le Monstre : Sophie
- 2021-2024 : Nuit blanche : Louise Lacombe-Hébert
- 2021 : Germinal : Catherine Maheu